# Oskar Homolka
Pour les articles homonymes, voir Homolka.
Oskar Homolka est un acteur autrichien né le 12 août 1898 à Vienne (Autriche-Hongrie) et mort le 27 janvier 1978 à Tunbridge Wells dans le Kent (Royaume-Uni).

## Biographie
Homolka commence sa carrière au théâtre en Allemagne, où il travaille dès 1924 avec Bertolt Brecht. Son premier film vient deux ans plus tard, avec Les Aventures d'un billet de dix marks (Die Abenteuer eines Zehnmarkscheines) de Berthold Viertel. Homolka tourne jusqu'en 1934 en Allemagne, part en Angleterre rejoindre Hitchcock pour tourner Agent secret, puis continue sa carrière à Hollywood aux États-Unis, à l'instar de nombreux acteurs ayant fui l'Europe à cette époque. Il incarne divers personnages assez stéréotypés, exploite son fort accent étranger en jouant des espions, des communistes du KGB, des personnages violents ou singuliers (Boule de feu) (1941). Revenu en Angleterre dans les années 1960, il y restera jusqu'à sa mort, survenue en 1978.

## Filmographie

### Cinéma
- 1926 : Les Aventures d'un billet de dix marks (Die Abenteuer eines Zehnmarkscheines) : directeur Hamel
- 1927 : Das Mädchen ohne Heimat
- 1927 : Brennende Grenze
- 1927 : La Tragédie de la rue (Dirnentragödie) : Anton
- 1927 : Regine, die Tragödie einer Frau
- 1927 : Die Heilige Lüge
- 1927 : Der Kampf des Donald Westhof
- 1927 : Petronella Das Geheimnis der Berge) : Fridolin Bortis
- 1928 : Fürst oder Clown : Zurube
- 1928 : Die Leibeigenen
- 1928 : Schinderhannes : Amtmann
- 1928 : Die Rothausgasse : Dr Horner
- 1930 : Revolte im Erziehungshaus
- 1930 : Masken
- 1930 : Hokuspokus : Grandt
- 1930 : Dreyfus : Maj. Ferdinand Walsin-Esterhazy
- 1931 : Les Nuits de Port-Saïd : Winston Winkler
- 1931 : Der Weg nach Rio : Ricardo
- 1931 : 1914, fleurs meurtries (1914, die letzten Tage vor dem Weltbrand), de Richard Oswald : Sazanow
- 1931 : Zwischen Nacht und Morgen : Anton
- 1931 : Im Geheimdienst : Lanskoi, generalmajor
- 1932 : Nachtkolonne : André Carno
- 1933 : Moral und Liebe : Robert Keßler
- 1933 : Spione am Werk (de) : Blünzli (B 18)
- 1933 : Unsichtbare Gegner de Rudolph Cartier : James Godfrey
- 1936 : Rhodes of Africa : Ohm Paul Kruger
- 1936 : Everything Is Thunder : détective Gretz
- 1936 : Agent secret (Sabotage), d'Alfred Hitchcock : Karl Anton Verloc
- 1937 : Le Voilier maudit (Ebb Tide) de James P. Hogan : capitaine Jakob Therbecke
- 1940 : La Maison des sept péchés (Seven Sinners), de Tay Garnett : Antro
- 1940 : Camarade X (Comrade X), de King Vidor : commissaire Vasiliev
- 1940 : La Femme invisible (The Invisible Woman) : « Blackie » Cole
- 1941 : La Proie du mort (Rage in Heaven), de W. S. Van Dyke : Dr Rameau
- 1941 : Boule de feu (Ball of Fire), de Howard Hawks : professeur Gurkakoff
- 1943 : Mission à Moscou (Mission to Moscow), de Michael Curtiz : Maxim Litvinov, ministre des Affaires étrangères
- 1943 : Hostages : Lev Pressinger
- 1947 : The Shop at Sly Corner : Desius Heiss
- 1948 : Tendresse (I remember Mama), de George Stevens : oncle Chris Halverson
- 1949 : Anna Lucasta, de Irving Rapper : Joe Lucasta
- 1950 : La Tour blanche (The White Tower) : Andreas
- 1951 : Der Schweigende Mund : Dr Herbert Hirth
- 1952 : Top Secret, de Mario Zampi : Zekov
- 1953 : La Flèche empoisonnée (The House of the Arrow) de Michael Anderson : inspecteur Hanaud
- 1954 : Prisonnier de guerre (en) (Prisoner of War) : col. Nikita I. Biroshilov
- 1955 : Sept Ans de réflexion (The Seven Year Itch) de Billy Wilder : Dr Brubaker
- 1956 : Guerre et paix (War and Peace), de King Vidor : général Koutouzov
- 1957 : L'Adieu aux armes (A Farewell to Arms), de Charles Vidor : Dr Emerich
- 1958 : La Tempête (La Tempesta), d'Alberto Lattuada : Savelic
- 1958 : La Clef (The Key), de Carol Reed : capitaine Van Dam
- 1961 : Mr. Sardonicus : Krull
- 1962 : Garçonnière pour 4 (Boys' Night Out) : Dr Prokosch
- 1962 : Les Amours enchantées (The Wonderful World of the Brothers Grimm), de Henry Levin : le duc
- 1963 : Les Drakkars (The Long Ships), de Jack Cardiff : Krok
- 1965 : Joy in the Morning (en) d'Alex Segal : Stan Pulaski
- 1966 : Mes funérailles à Berlin (Funeral in Berlin), de Guy Hamilton : colonel Stok
- 1967 : Les Détraqués (The Happening) d'Elliot Silverstein : Sam
- 1967 : Un cerveau d'un milliard de dollars (Billion Dollar Brain), de Ken Russell : colonel Stok
- 1968 : Les tueurs sont lâchés (Assignment to Kill) : inspecteur Ruff
- 1969 : La Folle de Chaillot (The Madwoman of Chaillot), de Bryan Forbes : le commissaire
- 1970 : L'Exécuteur (The Executioner) de Sam Wanamaker : Racovsky
- 1970 : Song of Norway : Engstrand
- 1974 : The Tamarind Seed : général Golitsyn

### Télévision
- 1957 : On offre récompense (Reward to finder) (épisode 6 saison 3) Alfred Hitchcock présente (série TV), de James Neilson : Carl Kaminsky
- 1960 : L'icône d' Elijah (The Ikon Of Elijah) (épisode 16 saison 5) Alfred Hitchcock présente (série TV), de Paul Almond : Carpius
- 1960 : Le héros (The Hero) (épisode 29 saison 5) Alfred Hitchcock présente (série TV), de John Brahm : Jan Vander Claue/ Mr Keyser
- 1960 : Rashomon, de Sidney Lumet
- 1962 : The Mooncussers (en) : Urias Hawke
- 1963 : ITV Play of the Week : Henry Brunewald
- 1968 : The Strange Case of Dr. Jekyll and Mr. Hyde, de Charles Jarrott : Stryker
- 1972 : Pas de frontières pour l'inspecteur : Le Milieu n'est pas tendre : le commissaire Sanson
- 1975 : The Legendary Curse of the Hope Diamond
- 1975 : One of Our Own : Dr Helmut Von Schulthers

## Sources
- Dictionnaire du cinéma, Jean-Loup Passek, éditions Larousse, 1986